# جنی مارکس لونگه
جنی مارکس لونگه (به آلمانی: Jenny Marx Longuet)؛ (۱۸۴۴–۱۸۸۳)، فعال و مبارز سیاسی و بزرگ‌ترین دختر کارل مارکس، فیلسوف و انقلابی شهیر آلمانی بود.
او در انگلستان زندگی می‌کرد و از همان‌جا، برای آزادی ایرلند مبارزه می‌کرد.
او کشتارهای دسته‌جمعی زندانیان سیاسی ایرلندی در انگلستان را در آثارش، به دقت شرح و تفصیل داده‌است.
همسرش شارل لونگه از فعالان سیاسی بود.